# Lilás
Lilás é uma cor similar ao violeta, uma nuance mais clara do roxo. É formada como uma junção particular entre as cores azul e vermelho e está presente em muitas flores, incluindo numa que leva o mesmo nome. Lilás é também o nome por que é conhecida a Ilha Terceira, Açores, devido à cor do céu no amanhecer e pôr do sol. 
O primeiro uso da palavra lilás (lilac) para se referir à cor em inglês data de 1775. 

## Variações

#### Lilás claro
Lilás claro ou lavanda claro (pale lilac) é a cor representada como lilás na lista de cores ISCC-NBS. A origem do nome dessa cor é a amostra 209 no dicionário ISCC-NBS de Nomes de Cores (1955).

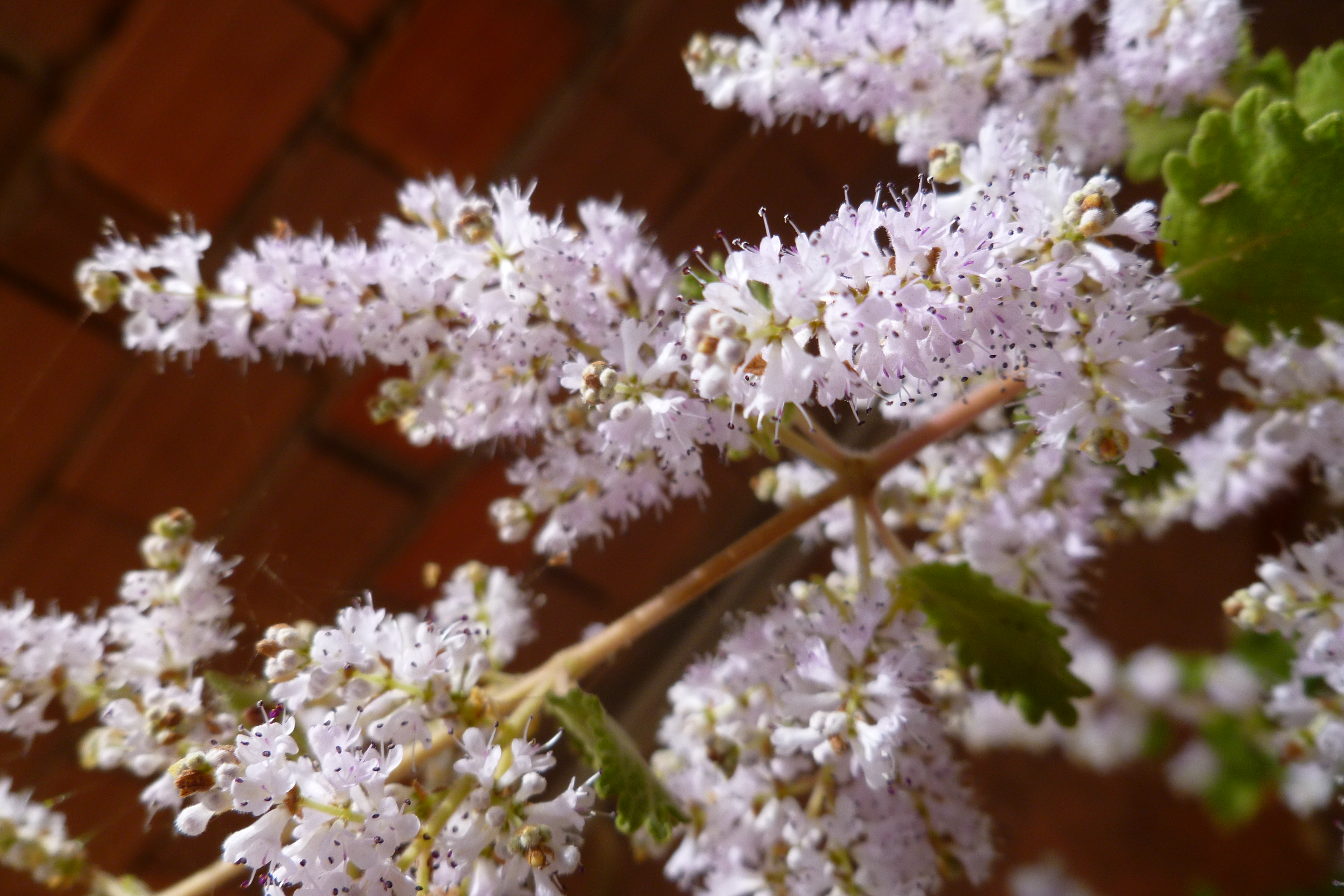
Flores na coloração lilás claro da Tetradenia riparia

##### Lilás brilhante
A cor lilás brilhante (mostrada na direita) é a cor referida como lilás pela Crayola em 1994 como uma das cores na caixa especial de cores Magic Scent.

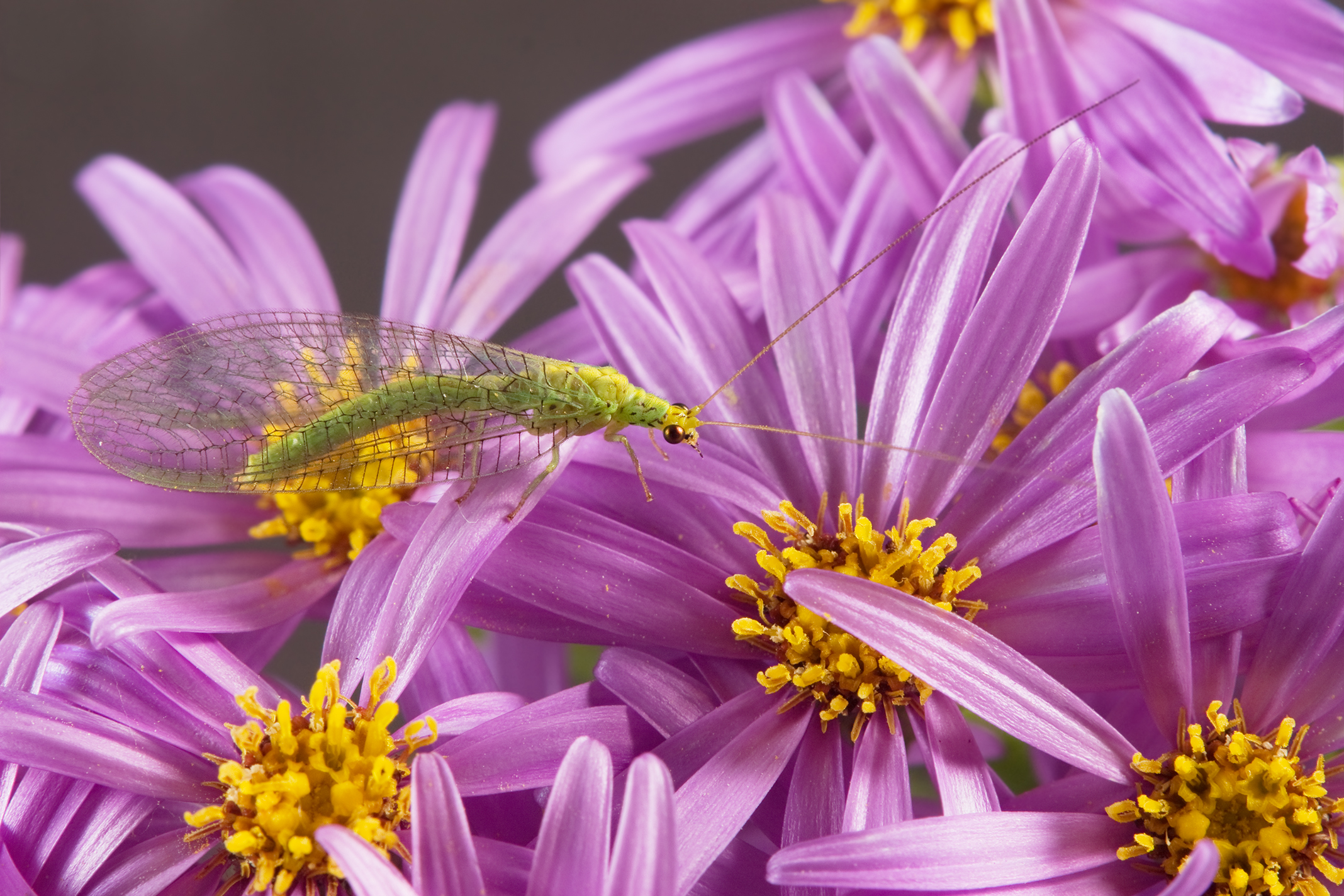
Flores na coloração lilás brilhante

##### Lilás vívido
Lilás vívido, um tom vívido de lilás mencionado apenas como lilás na Pourpre.com (uma popular lista francesa de cores), é mostrado à direita. Um outro nome para essa cor é lilás francês brilhante.

##### Lilás francês
A cor lilás francês está mostrada na direita. Esta cor foi formulada para o uso no design de interiores, onde uma cor violeta que não seja nem tão clara, nem tão escura, é desejada. O primeiro uso registrado de French lilac (lilás francês) como o nome de uma cor na língua inglesa foi em 1814.

Essa cor possui as mesmas coordenadas que a cor chamada em inglês de pomp and power (pompa e poder, em tradução livre, referenciando o uso da cor roxa/lilás pela realeza na Antiguidade, apesar deste último nome para a cor ter surgido apenas em 1950 na língua inglesa). 

## Na natureza
O rolieiro-de-peito-lilás é um membro da família de pássaros rolieiros. Ele é amplamente encontrado na África subsariana e no Sul da Península Arábica.

## Na cultura
O lilás era uma cor associada aos estágios finais do processo de luto na cultura inglesa e europeia em geral.